# Міхаткіно
Міха́ткіно (рос. Михаткино, марій. Кожвожвуй) — присілок у складі Гірськомарійського району Марій Ел, Росія. Входить до складу Виловатовського сільського поселення.

## Населення
Населення — 167 осіб (2010; 165 у 2002).
Національний склад (станом на 2002 рік):
- гірські марійці — 62 %
- марі — 37 %